# 青木研次
青木 研次（あおき けんじ、1958年1月31日 - ）は、日本の脚本家。

## 来歴
20代後半よりテレビの放送作家となり、多くのテレビ番組を手掛ける。30代後半より映画の脚本を書きはじめ、『いつか読書する日』で菊島隆三賞（日本シナリオ作家協会）、第27回ヨコハマ映画祭脚本賞、芸術選奨新人賞受賞。

## 人物
山形県米沢市生まれ。日本大学芸術学部映画学科卒業後、在日米軍ホテル勤務を経て、諸国放浪の末、テレビの放送作家となる。
「新世界紀行」（TBS）、「サンデープロジェクト」（テレビ朝日）「驚きももの木20世紀」（朝日放送）「美の巨人たち」（テレビ東京）など多くの番組に携わる。
その後、緒方明監督作品『独立少年合唱団』で映画脚本、原作を手掛けた。
以降『私立探偵 濱マイク』（第1話「31→1の寓話」）（読売テレビ）、『さっちゃんの恋』（朝日放送）などの胸本も執筆。